# دنیای واقعی
دنیای واقعی (انگلیسی: Real World) عنوان کتابی است در قالب رمان جنایی، هیجانی و معمایی از نویسنده مشهور ژاپنی ناتسوئو کرینو که در سال ۲۰۰۸ منتشر گردید

## ترجمه فارسی
این کتاب در ایران با عنوان دنیای واقعی توسط سعید کلاتی ترجمه و توسط نشر هیرمند چاپ گردید.